# Fred la marmotte
Pour les articles homonymes, voir Fred.
Fred la marmotte est une marmotte (Marmota monax) de la ville de Val-d'Espoir proche de Percé, Québec, dont le comportement est utilisé pour prédire le temps lors du jour de la marmotte.

## Description
Selon la tradition de la journée de la marmotte (anglais : Groundhog Day), si la marmotte enrôlée voit son ombre, alors le printemps sera retardé ; si elle ne voit pas son ombre, alors le printemps sera précoce. Fred est l'homologue québécois de Punxsutawney Phil, la marmotte fameuse partout le monde de l'état américain de Pennsylvanie.
L'habitat de Fred est unique car c'est le seul à la fois utilisé pour les prévisions météorologiques du jour de la marmotte et situé sur un site du patrimoine mondial. Le Fred original, « Gros Fred », a été fiancé de 2010 à 2017 et à nouveau en 2019; son fils « Petit Fred » l'a remplacé pour l'événement en 2018.
Le Fred original a été retrouvé mort le 2 février 2023, soit juste avant le moment de sa prestation annuelle. En 2024, il a été remplacé par une autre marmotte, également nommée Fred, afin de poursuivre la tradition, qui existe également en Nouvelle-Écosse, avec Shubenacadie Sam, et en Ontario, avec Wiarton Willie.

## Prédictions passées
| Année | Printemps |
| ----- | --------- |
| 2024  | Hâtif     |
| 2023  | Tardif    |
| 2022  | Tardif    |
| 2021  | Hâtif     |
| 2020  | Hâtif     |
| 2019  | Tardif    |
| 2018  | Hâtif     |
| 2017  | Hâtif     |
| 2016  | Hâtif     |
| 2012  | Tardif    |
| 2011  | Tardif    |
| 2010  | Tardif    |